# Paul Jacobus Botha
Paul Jacobus Botha (ur. 1 stycznia 1998) – południowoafrykański lekkoatleta specjalizujący się w rzucie oszczepem.
Mistrz świata juniorów młodszych z Cali (2015).  

## Osiągnięcia
| Rok  | Impreza                               | Miejsce | Lokata     | Wynik              |
| ---- | ------------------------------------- | ------- | ---------- | ------------------ |
| 2015 | Mistrzostwa Afryki juniorów młodszych | Réduit  | 2. miejsce | 71,48 (700 gramów) |
| 2015 | Mistrzostwa świata juniorów młodszych | Cali    | 1. miejsce | 78,49 (700 gramów) |